# Sturm-Stina
Sturm-Stina (schwedischer Originaltitel Storm-Stina) ist ein Bilderbuch der schwedischen Kinderbuchautorin und -illustratorin Lena Anderson, das im Jahr 1988 beim Verlag Rabén & Sjögren veröffentlicht wurde. Die deutsche Erstausgabe erschien 1989 beim Bertelsmann Verlag. Die Autorin setzte die Geschichte 1989 in dem Buch Stina och Stortruten (deutsch Stina und der Lügenkapitän) fort.

## Inhalt
Das kleine Mädchen Stina verbringt jedes Jahr ihre Sommerferien bei Opa Hansen in dessen Haus direkt am Meer. Am Strand findet sie jede Menge kleine ‚Schätze‘: Federn, Meerglas oder glatt geschliffene Stöcke. Mit ihrem Großvater fährt sie täglich mit einem kleinen Boot hinaus aufs Meer, um die Fangnetze zu kontrollieren. Manchmal fangen sie viele Fische, manchmal nur Seegras. Am Abend darf Stina einen der gefangenen Fische aussuchen, aus denen Opa Hansen ein köstliches Gericht zum Abendessen zaubert. Eines Abends kündigt der Wetterbericht einen Sturm an. Als der Großvater später in Stinas Zimmer kommt, um ihr einen Gute-Nacht-Kuss zu geben, ist ihr Bett leer. Besorgt begibt sich Opa Hansen auf die Suche nach dem Mädchen, das er schließlich völlig durchnässt, weinend und inmitten von Felsen sitzend findet. Stina wollte dort den Sturm beobachten, doch der starke Wind und Regen gefallen ihr gar nicht und ängstigen sie. Daraufhin bringt sie der Großvater zurück ins Haus. Beide ziehen sich dort wetterfeste Kleidung an und gehen gemeinsam zum Strand. Und dort hat der Sturm eine Überraschung für Stina parat: Eine Schublade, die in mehrere Fächer unterteilt ist, wurde an Land gespült. Stina darf diese mit nach Hause nehmen und verwendet diese wie einen kleinen Schaukasten, in dem sie all ihre Schätze und Spielsachen verstaut.

## Rezeption
Helen Jones schreibt in ihrer Buchrezension: „Die Erzählung enthält nicht viele aufregende Aktionen, aber sie spiegelt eine Welt wider, die kleine Kinder sofort wiedererkennen. In dieser Hinsicht wurde Andersons Werk schon mit dem der äußerst erfolgreichen britischen Kinderbuchautorin Shirley Hughes verglichen. Andersons wunderschöne Aquarelle schaffen eine nostalgische Atmosphäre und lassen die Welt eines Kinderurlaubs am Meer wiederauferstehen.“ Sally R. Dow schreibt im School Library Journal: „Anderson hat das Gefühl des Ozeans und den unabhängigen Lebensstil derjenigen, die in seiner Nähe leben, wunderbar eingefangen. Leuchtende Aquarelle beschwören die wechselnden Stimmungen des Meeres herauf und schildern auf charmante Weise die warme, liebevolle Beziehung zwischen Stina und ihrem Großvater. Eine perfekte Geschichte zum Vorlesen.“ Im Klappentext zur englischsprachigen Ausgabe mit dem Titel Stina heißt es: „Lena Anderson, die Gewinnerin mehrerer prestigeträchtiger europäischer Kinderbuchpreise, ist in Schweden sehr beliebt und gilt dort als die ‚moderne Elsa Beskow‘.“

## Referenzen
Sturm-Stina ist  in dem literarischen Nachschlagewerk 1001 Kinder- und Jugendbücher – Lies uns, bevor Du erwachsen bist! für die Altersstufe 3+ Jahre enthalten.

## Ausgaben
- Storm-Stina. Rabén & Sjögren, Schweden 1988 (schwedisch).
- Sturm-Stina. Bertelsmann, 1989.